# Merhippolyte kauaiensis
Merhippolyte kauaiensis är en kräftdjursart som först beskrevs av M. J. Rathbun 1906.  Merhippolyte kauaiensis ingår i släktet Merhippolyte och familjen Hippolytidae. Inga underarter finns listade i Catalogue of Life.